# Cesar Castellani
Cesar Castellani, mort le 2 août 1905 à Georgetown, est un architecte ayant exercé en Guyane Britannique.

## Biographie
Cesar Castellani fait ses études en Italie. 
Cesar Castellani arrive en Guyane britannique en 1860 avec un groupe de prêtres italiens, en tant que frère lai des Jésuites. Après sa libération des Jésuites en 1872, Castellani se consacre entièrement à l'architecture. En 1873, il épouse une Guyanienne, à l'église du Sacré-Cœur, et y devient plus tard chef de chœur et organiste.  
Cesar Castellani est mort à Georgetown le 2 août 1905. 

## Principales réalisations architecturales
- Commissariat Brickdam de Georgetown[2];

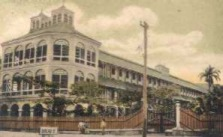
L’hôpital de New Amsterdam.

- L’hôpital de New Amsterdam.Hôpital de New Amsterdam[2];
- Castellani House.